# Kosttor

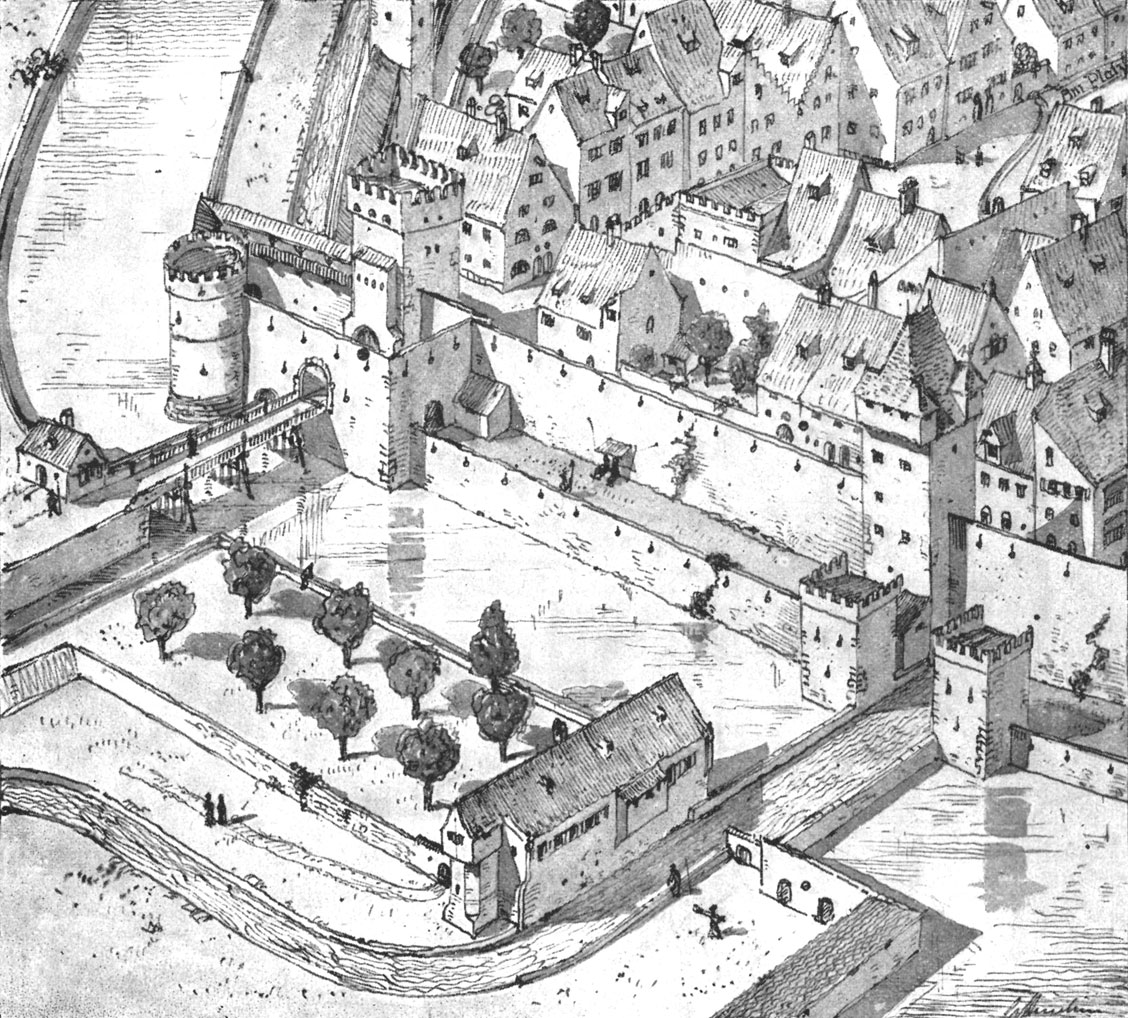
Das Kosttor (links) und der Falkenturm (rechts) nach dem Sandtnerschen Stadtmodell

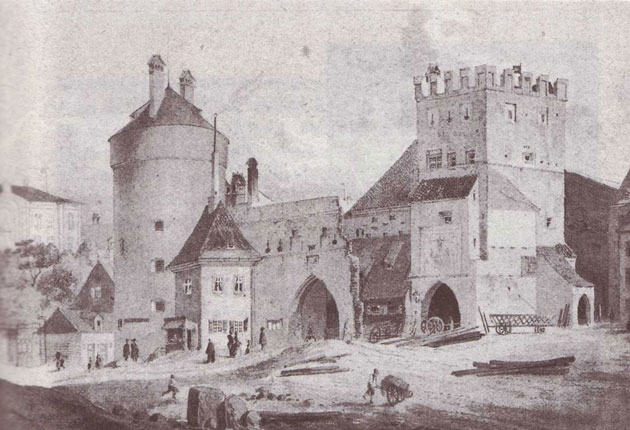
Das Kosttor 1872 kurz vor seinem Abriss

Das Kosttor, ursprünglich auch Wurzertor genannt, war ein Stadttor der zweiten Stadtmauer des mittelalterlichen Münchens.

## Lage
Das Kosttor lag im Nordosten der Münchner Altstadt südlich der Maximilianstraße an der Stelle, an der die Mauer einen Knick nach Süden machte, am heutigen Platz „Am Kosttor“. Westlich des Kosttors lag der Falkenturm.

## Geschichte
Das Kosttor wurde 1325 erstmals unter der Bezeichnung „Graggenauer Tor“ erwähnt. Vermutlich war es bereits während der ersten Stadterweiterung in der ersten Hälfte des 13. Jahrhunderts errichtet worden, um aus dem vor der ersten Stadtmauer liegenden Bereich zu den Mühlen in der Graggenau zu gelangen.
Auch nach der Einbeziehung des „Grieß“ in die Ummauerung blieb das Tor erhalten. 1526 wurde es restauriert. Auf den Stadtplänen des 16. und 17. Jahrhunderts wird es als Wurzertor bezeichnet. Den Namen Kosttor bekam es, weil hier eine Armenspeisung eingerichtet wurde.
Beim Bau der Zwingermauer Anfang des 15. Jahrhunderts erhielt das Kosttor zwar keine Barbakane wie andere Tore, aber einen runden Geschützturm, ähnlich dem Wormser Neuturm, zur Verstärkung. 1872 wurde das Kosttor abgerissen.

## Gedenktafel
Am Haus Platzl 5 (Corpshaus Rheno-Palatia) findet sich an der Seite zum Platz Am Kosttor eine Gedenktafel mit folgendem Text: „Nördlich von diesem Hause stund das Graggenauerthor, später Wurzer-, dann Kostthor genannt, erbaut unter Kaiser Ludwig dem Bayer. Nordöstlich von diesem Hause stund der Neuthurm, auch Schuldthurm genannt, erbaut im Jahre 1771. Beide Thürme wurden im Jahre 1872 abgebrochen.“